# Mistrzostwa Afryki Juniorów w Wielobojach Lekkoatletycznych 2010
Mistrzostwa Afryki Juniorów w Wielobojach Lekkoatletycznych 2010 – zawody lekkoatletyczne rozegrane 10 i 11 kwietnia w Bambous na Mauritiusie.
Jedyną rozgrywaną konkurencją był siedmiobój kobiet, w mistrzostwach wzięły udział 3 zawodniczki z 2 krajów.

## Rezultaty
| Konkurencja: | 1. miejsce                | Rezultat  | 2. miejsce | Rezultat  | 3. miejsce  | Rezultat  |
| Siedmiobój   | Wedian Mokhtar Abdelhamid | 4677 pkt. | Jenna Rima | 4664 pkt. | Radwa Fathy | 4607 pkt. |